# Монумент комсомольцям (Кременчук)
Монумент комсомольцям (повна назва Монумент комсомольцям 20-30-х років від комсомольців 60-х) — монумент в Кременчуці, встановлений на честь 50-річчя ВЛКСМ.

## Історія

Загальний вид на пам'ятник

6 листопада 1968 в Кременчуці відбулися урочистий мітинг і парадна хода з нагоди відкриття монумента комсомольцям 20-30-х років від комсомольців 60-х років в честь 50-річчя ВЛКСМ.
2 вересня газета «Правда» отримала лист москвича В. Ковригі, пам'ять якого прагнули вшанувати кременчужани. Колишній комсомолець писав у газету:
«Я … хотів би, щоб пам'ятники до 50-річчя комсомолу радували око і давали справжню уяву про ту молодь, щоб пам'ятники і люди, зображені на них, були красивими, ідейно підносили людей. Жодному з цих вимог пам'ятник не відповідає».

Далі йде перерахування неточностей у зображенні комсомольців на стелі: молодь не закривала лоб косинками, кепками або будьонівками; не було підкладок на плечах під шинелями; нашивки на шинелях розташовувалися декілька нетак, як це виглядає у скульптора і т. д. Москвич вимагав виправити зазначені ним недоліки і привести пам'ятник у відповідність до власних уявлень.
Газета переслала лист до Міністерства культури СРСР. У своє виправдання начальник управління образотворчих мистецтв В. Яценко у відповіді читачеві заявив, що пам'ятник цей створювався без рішення уряду і проект його не розглядалося фахівцями.
Міністерство культури звернуло на це увагу скульптора і вказало місцевим керівництву. Звернення читача «Правди» стало приводом для прискорення підготовки листа до Ради Міністрів про неприпустимість спорудження пам'ятників без рішень керівних органів.

Пам'ятник на фоні Свято-Троїцької церкви

Пам'ятник й досі стоїть на своєму місці.. У 1999 році відновила роботу Свято-Троїцька церква. Колишній сквер «Космос» передано церковній громаді з метою подальшого розвитку соборного комплексу. Церква не тільки не заподіяла шкоди пам'ятці, але і доглядає за ним.

## Опис
Пам'ятник являє собою стелу з барельєфним скульптурною групою, збоку якій розміщувався напис:
«Пам'яті всіх, хто дав нам щасливе і радісне життя, спокійне і чисте небо — комсомольцям 20-30-х років вдячні нащадки, комсомольці 60-х років».
Символічну роль мало грати розташування споруди — створений на місці зруйнованої Свято-Троїцької церкви сквер «Космос». Новий пам'ятник із закладеним у нього зверненням наступним поколінням комсомольців гармонійно поєднувався з художнім оформленням скверу, який став місцем відпочинку кременчужан.
Зараз скульптурне зображення стоїть за церковною огорожею неподалік від самої будівлі церкви.

## Галерея

Знімок задньої сторони пам’ятника
Напис на пам’ятнику з лівого боку
Напис на пам’ятнику з правого боку